# Dominique Bouchard
Dominique Bouchard (St. Albert, 29 mei 1991) is een Canadese zwemster.

## Carrière
Bij haar internationale debuut, op de Pan-Pacifische kampioenschappen zwemmen 2010 in Irvine, eindigde Bouchard als dertiende op de 200 meter rugslag en strandde ze in de series van zowel de 50 als de 100 meter rugslag.
Tijdens de Pan-Pacifische kampioenschappen zwemmen 2014 in Gold Coast eindigde de Canadese als vijfde op de 100 meter rugslag en als zesde op de 200 meter rugslag.
Op de Pan-Amerikaanse Spelen 2015 in Toronto veroverde Bouchard de zilveren medaille op de 200 meter rugslag en eindigde ze als vierde op de 100 meter rugslag. Op de 4x100 meter wisselslag sleepte ze samen met Rachel Nicol, Noemie Thomas en Chantal van Landeghem de zilveren medaille in de wacht. Samen met Sandrine Mainville, Alyson Ackman en Katerine Savard zwom ze in de series van de 4x100 meter vrije slag, in de finale legden Mainville en Savard samen met Michelle Williams en Chantal van Landeghem beslag op de gouden medaille. Voor haar aandeel in de series werd Bouchard beloond met de gouden medaille. In Kazan nam de Canadese deel aan de wereldkampioenschappen zwemmen 2015. Op dit toernooi eindigde ze als zesde op de 200 meter rugslag, daarnaast werd ze uitgeschakeld in de halve finales van de 100 meter rugslag en in de series van de 50 meter rugslag. Op de 4x100 meter wisselslag eindigde ze samen met Rachel Nicol, Katerine Savard en Sandrine Mainville op de zesde plaats.

## Internationale toernooien
| Jaar | Olympische Spelen | WK langebaan                                                          | WK kortebaan  | PanPacs                                      | Gemenebestspelen | Pan-Ams                                                                                                |
| ---- | ----------------- | --------------------------------------------------------------------- | ------------- | -------------------------------------------- | ---------------- | --- |
| 2010 |                   |                                                                       | geen deelname | 18e 50m rugslag 20e rugslag 13e 100m rugslag | geen deelname    | |
| 2011 |                   | geen deelname                                                         |               |                                              |                  | geen deelname                                                                                          |
| 2012 | geen deelname     |                                                                       | geen deelname |                                              |                  | |
| 2013 |                   | geen deelname                                                         |               |                                              |                  | |
| 2014 |                   |                                                                       | geen deelname | 5e 100m rugslag 6e 200m rugslag              | geen deelname    | |
| 2015 |                   | 19e 50m rugslag 11e 100m rugslag 6e 200m rugslag 6e 4x100m wisselslag |               |                                              |                  | 4e 100m rugslag · 200m rugslag · 4x100m vrije slag · Bouchard zwom enkel de series · 4x100m wisselslag |

## Persoonlijke records
Bijgewerkt tot en met 9 augustus 2015
Kortebaan
| Afstand      | Tijd    | Datum            | Plaats  |
| ------------ | ------- | ---------------- | ------- |
| 100m rugslag | 59,26   | 23 november 2013 | Toronto |
| 200m rugslag | 2.05,72 | 22 november 2013 | Toronto |

Langebaan
| Afstand      | Tijd    | Datum           | Plaats |
| ------------ | ------- | --------------- | ------ |
| 50m rugslag  | 28,66   | 5 augustus 2015 | Kazan  |
| 100m rugslag | 59,80   | 9 augustus 2015 | Kazan  |
| 200m rugslag | 2.08,16 | 7 augustus 2015 | Kazan  |